# Книги Сивилл

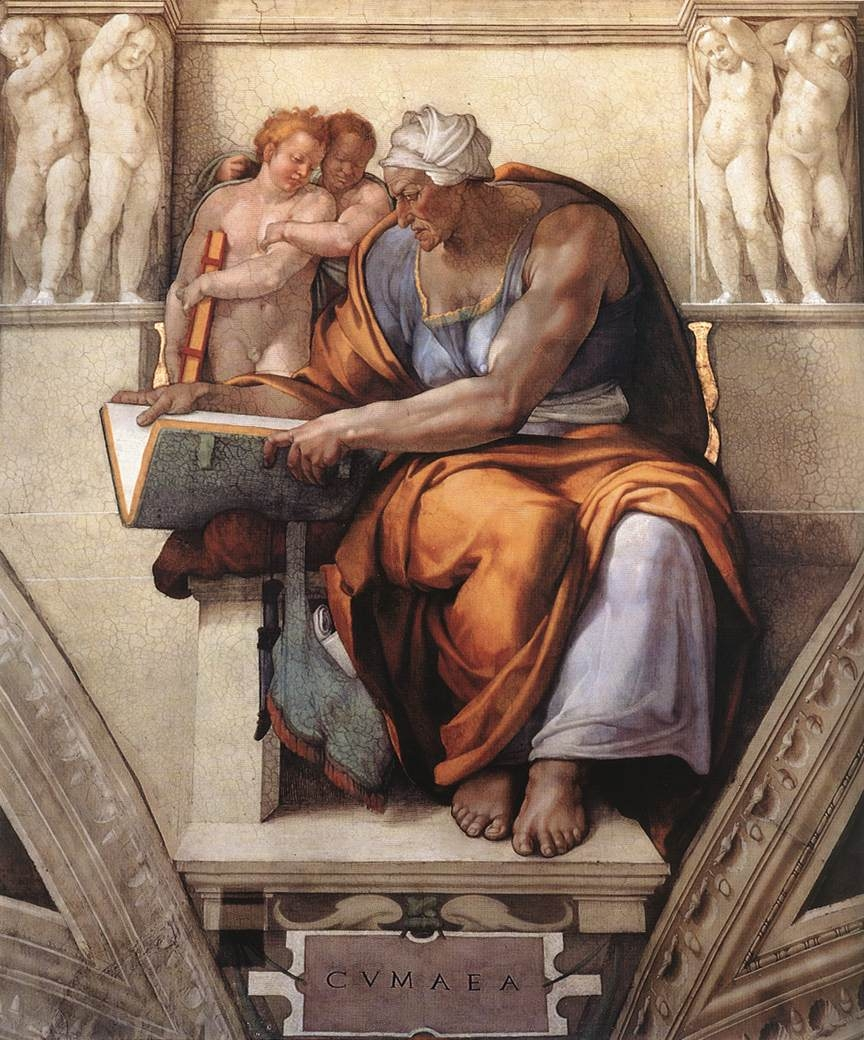
Кумская сивилла, с которой связывают появление Сивиллиных книг (фреска Микеланджело, Сикстинская капелла)

Книги Сивилл — название нескольких античных стихотворных сборников, написанных гексаметром на древнегреческом языке, которые, как считалось, содержали произнесённые сивиллами пророчества. Дошедший до наших дней сборник содержит около 4000 стихов, составляющих 14 песен и написанных во II—III веках н. э. с использованием фрагментов, восходящих ко II веку до н. э.

## Первые «Книги Сивилл»
Появление книг в Риме легенда, изложенная Варроном, связывает со временем Тарквиния Гордого. Тит Ливий эту легенду не приводит.
По этому рассказу, предсказания составляли первоначально девять книг. По сообщению Дионисия Галикарнасского, некая старуха, явившись в Рим, предложила царю Тарквинию Гордому купить у неё эти книги за огромную цену (по Варрону, за 300 золотых филиппов; здесь примечательно то, что монеты филиппы названы в честь царя, жившего на два столетия позднее Тарквиния).
Когда царь отказался, старуха сожгла три из них. Затем она предложила ему купить оставшиеся шесть за ту же цену и, вновь получив отказ (царь посчитал её безумной), сожгла ещё три книги. Тогда царь по совету авгуров купил уцелевшие книги за первоначальную цену и назначил двух мужей (дуумвиров), поручив им охрану книг. Дион Кассий наряду с изложенным (три из девяти книг сохранились) приводит вариант, по которому книг первоначально было три, из них две сгорели.
Книги хранились в каменном ящике под сводом храма Юпитера Капитолийского и были тайными. Для обращения к ним требовалось специальное постановление сената.
Дионисий рассказывает, что дуумвир Марк Атилий был наказан за неблагочестие при разборе книг: Тарквиний приказал зашить Атилия в мешок из бычьей шкуры и бросить в море (согласно Валерию Максиму, Атилий был наказан за то, что дал переписать эту книгу некоему Петронию Сабину; Дион Кассий также упоминает подкуп и способ казни, позднее применявшийся к отцеубийцам).
Античные историки упоминают ряд случаев обращения к ним:
- Согласно Плутарху, в 504 году до н. э. консул Валерий Публикола обратился к книгам потому, что были часты выкидыши у беременных. Было решено умилостивить Плутона[8].
- В 496 году до н. э. из-за неурожая консул поручил изучить Сивиллины книги. По результатам было решено построить храм Церере, Либеру и Либере[9], который был освящен в 493 году до н. э.
- В 461 году до н. э., когда произошли землетрясения и появилась говорящая корова, а с неба стали падать куски мяса, которые поедали птицы, решено было поручить дуумвирам по священным делам обратиться к Сивиллиным книгам, из которых узнали, что «угроза исходит от собравшихся вместе чужеземцев, которые могут напасть на Город и погубить его; было дано также предостережение не затевать смут»[10]. Народные трибуны восприняли это истолкование как препятствование избранию законодателей. Как исполнение предсказания был воспринят заговор Гердония в 460 году[11].
- В 433 году до н. э. Рим поразила чума, и дуумвиры толковали Сивиллины книги. В тот год было обещано посвятить храм Аполлону[12], который был построен к 431 году до н. э.
- Летом 399 года до н. э. Рим опять поразила чума. Дуумвиры по поручению сената, обратившись к книгам, решили устроить пир для богов (лектистерний), в результате в течение 7 или 8 дней угощали 6 богов, включая Аполлона, Латону и Диану[13].
- После взятия Рима галлами в 390 году до н. э. дуумвиры по указанию диктатора Камилла обращались к книгам, чтобы узнать о порядке восстановления и очищения храмов[14].
- В 348 году до н. э. по случаю морового поветрия вновь решено было устроить лектистерний. К этому времени книгами ведали децемвиры по делам священнодействий (то есть комиссия из 10 человек)[15], в которую могли входить и плебеи[16].
- В 344 году до н. э., когда пошёл дождь из камней, сенат, обратившись к книгам, решил назначить диктатора специально для проведения молебствий по этому поводу[17].
- В 299 году до н. э. к книгам обращались из-за чумы, появления провалов в земле и ударов молний, поразивших многих солдат в войске[18].
- В 292 году до н. э. вновь Рим поразила чума, и в книгах было обнаружено указание, что из Эпидавра нужно привезти в Рим Эскулапа, но этого в тот год не было сделано[19], и чума длилась три года, пока из Эпидавра в Рим не была доставлена змея, которая переползла на остров, где был храм Эскулапа[20]. Прибытие Эскулапа не прекратило чуму, и тогда в Сивиллиных книгах нашли указание, что некоторые люди захватили в своё владение священные здания[21].
- Вероятно, в 266 году до н. э. на Рим обрушилась страшная чума, длившаяся более двух лет, обратились к книгам[22].
- Зимой 218/17 года до н. э., когда Ганнибал одержал первые победы в Италии, был отмечен ряд знамений, для толкования которых децемвиры обратились к книгам, и были проведены лектистернии и жертвоприношения животных[23]. Вскоре к книгам обратились вновь[24], и ещё раз — после поражения римлян при Тразименском озере, когда децемвиры сообщили, что обеты Марсу не исполнены, и пообещали «священную весну», построить храмы Венере и Уму и провести лектистернии и игры[25].
- В начале 216 года до н. э. к книгам обратились вновь, после чего совершили умилостивительные жертвоприношения[26]. Но это не помогло. Наконец, после поражения при Каннах по указаниям Книг были принесены человеческие жертвы: четырёх рабов закопали на Бычьем рынке[27]. Позднейшие авторы упоминают, что само поражение при Каннах было предсказано Сивиллой[28].
- В 212 году до н. э. по указанию Книг были учреждены Аполлоновы игры для победы над Ганнибалом, а также принесены жертвы Аполлону и Латоне[29].
- В 205 году до н. э. к Сивиллиным книгам обратились из-за каменного дождя, но обнаружили в них предсказание, что чужеземец будет изгнан из Италии, если привезти из Пессинунта Идейскую Матерь[30]. В 204 году до н. э. священный камень был привезён в Рим и помещён в храме Победы, учреждены Мегалесийские игры[31].
- В 200 году до н. э. обращение к книгам было вызвано появлением чудовищных животных вроде поросёнка с человечьей головой, а также двуполых младенцев, которых утопили в море. Децемвиры решили умилостивить Юнону, чтобы хор дев исполнил ей гимн[32].
- В 193 году до н. э. к книгам обратились из-за частых землетрясений и решили устроить трёхдневные молебствия[33].
- В конце того же 193 года из-за половодья, каменных дождей и появления роя ос на форуме в Капуе по указанию Книг назначено 9-дневное молебствие[34].
- В 191 году до н. э. из-за знамений решено было устроить 9-дневные молебствия, а также учредить пост в честь Цереры и соблюдать его раз в 5 лет[35].
- В начале 190 года до н. э. решено было повторить Латинские празднества и принести в жертву молодых животных[36].
- В 181 году до н. э. на Италию обрушился сильный мор. Были назначены однодневные молебствия перед ложами богов в Риме и трёхдневные в Италии[37].
- В 180 году до н. э., когда умер консул Пизон и ряд других лиц, децемвиры объявили двухдневное молебствие о здравии народа, в котором должны были участвовать все граждане старше 12 лет[38].
- В 179 году до н. э. к книгам обращались из-за суровой зимы, бурь и молний. Решено назначить однодневное молебствие[39].
- В 174 году до н. э. из-за морового поветрия обратились к книгам, назначено однодневное молебствие[40].
- В 173 году до н. э. к книгам обратились из-за знамений и ожидания войны с Персеем Македонским[41].
- В 172 году до н. э., когда готовились к войне, и молния расколола ростральную колонну на Капитолии, децемвиры объявили о необходимости провести очищение города и устроить игры Юпитеру[42].
- В 169 году до н. э. децемвиры после знамений указали, каким богам нужно принести в жертву 40 животных[43].
- В 167 году до н. э. децемвиры принесли в жертву на форуме 50 коз и произвели очистительные обряды, когда узнали, что очаг одного из граждан несколько дней сочился кровью[44].
- В 149 году до н. э. в Таренте справлены игры в честь Отца Дита[45].
- В 133 году до н. э. после убийства Тиберия Гракха в Сивиллиных книгах нашли повеление умилостивить «древнейшую Цереру», и децемвиры отправились в Энну на Сицилии, где был центр культа Деметры[46].
- В 125 году до н. э. в Риме родился андрогин, и сенат обратился к книгам, в которых были найдены указания на жертвоприношения[47].
- В 87 году до н. э., во время гражданской войны между Марием и Суллой сенат распорядился огласить некоторые предсказания[48].

Из-за утраты книг Тита Ливия сведения об обращении к Сивиллиным книгам во второй половине II века до н. э. обрывочны.

## Вторые «Книги Сивилл»
6 июля 83 года до н. э. во время пожара Капитолия сгорели и книги.
Чтобы их восстановить, было разыскано множество текстов на Самосе, Сицилии, в Илионе, Эритрее, италийских колониях и в Африке, и жрецам было поручено определить, какие из них подлинные. В 76 году до н. э. в Эритрею отправлены послы Публий Габиний, Марк Отацилий и Луций Валерий, которые собрали около 1000 строк; после текст был утвержден коллегией из 15 человек (квиндецемвирами).
В последние десятилетия Республики содержание Сивиллиных книг стало предметом политической борьбы. Цицерон, говоря о них, полагает, что «в них больше искусства и усердия, чем вдохновения и возбуждения», а также указывает на наличие в них акростихов (об акростихах говорит и Дионисий).
- В 63 году до н. э. в Риме обсуждали сведения, что по книгам Сивиллы царскую власть в Риме предсказали трём Корнелиям: двое из них — Сулла и Цинна, третьим же хотел быть Публий Корнелий Лентул Сура[52].
- В 57 году до н. э. египетский царь Птолемей, изгнанный александрийцами, добивался в Риме своего возвращения. Решено было обратиться к Сивиллиным книгам, и коллегия, найдя там стих, постановила, что они не рекомендуют посылать войско в Египет. Тогда трибун Гай Катон обнародовал это решение, несмотря на запрет оглашать его[53]. Вопреки этому проконсул Сирии Габиний, получив взятку от Птолемея, вторгся в Египет и восстановил царя на престоле. Позже Габиний был привлечен к суду, ибо наводнение 54 года посчитали карой небес[54]. Марк Туллий Цицерон обвинял Габиния, но тот был оправдан благодаря поддержке Помпея и Цезаря[55].
- В 49 году до н. э., когда началась гражданская война, получили распространение некоторые оракулы, приписывавшиеся Сивилле[56].
- В начале 44 года до н. э. по Риму распространился слух, что в книгах найдено предсказание, что парфян может победить только царь, и один из квиндецемвиров (толкователей книг) Луций Котта собирается доложить об этом сенату на заседании в мартовские иды, с тем, чтобы Цезарь получил титул царя вне Рима[57].
- В 38 году из-за неблагоприятных предзнаменований в Сивиллиных книгах нашли указание произвести ритуал омовения Матери богов в море, что и было исполнено[58].

В 18 году до н. э. по распоряжению Августа их текст был пересмотрен и переписан собственноручно квиндецемвирами. Август, став в 12 году великим понтификом, приказал сжечь пророческие книги, сохранив лишь книги Сивилл, которые были помещены в двух позолоченных ларцах под храмом Аполлона Палатинского и запретил хранить частным лицам предсказания.
- В 15 году н. э., когда в Риме произошло наводнение, сенатор Азиний Галл предложил обратиться к Сивиллиным книгам, но император Тиберий воспротивился[62], объясняя наводнение естественными причинами, и назначил комиссию из пяти сенаторов для наблюдений за рекой[63].
- В 19 году Тиберий объявил подложными некоторые стихи и приказал провести расследование подлинности[64].
- В 32 году сенат обсуждал вопрос о приобщении к книгам ещё одного сборника по предложению квиндецемвира Каниния Галла, а Тиберий указал, что под именем Сивиллы распространяется «вздор»[61].
- В 64 году, после большого пожара Рима, после обращения к Сивиллиным книгам решено было совершить молебствия Вулкану, Церере и Прозерпине, а матроны должны были принести жертвы Юноне[65]. Помимо стихов, которые были популярны в 19 году, в тот год народ повторял также строчку, якобы сочиненную Сивиллой и предсказывавшую правление «матереубийцы», то есть Нерона[66].
- В 242 году произошли страшные землетрясения по всей империи, вызвавшие гибель городов. После исполнения указаний Сивиллиных книг они прекратились[67].
- В 262 году произошли сильные землетрясения, ряд городов были затоплены морем. По указанию Сивиллиных книг совершили жертвоприношение Юпитеру Спасителю[68].
- В 270 году в Сивиллиных книгах нашли указание, что для победы нужно принести в жертву первейшего в сенаторском сословии. Тогда своей жизнью решил пожертвовать император Клавдий (он умер от чумы)[69].
- В 271 году римляне потерпели поражение при Плацентии от маркоманнов. Аврелиан решил обратиться к Сивиллиным книгам, состоялось заседание сената. В сборнике «Историографы Августов» даже приводится сенатское постановление, вероятно, вымышленное[70]. После этого маркоманны были разбиты.
- В 312 году Максенций обращался к Сивиллиным книгам перед битвой на Мульвиевом мосту[71].
- В 363 году, когда Юлиан готовился к войне с персами, он получил ответ, что согласно Сивиллиным книгам император не должен переступать границ державы в этом году[72]. 19 марта того же года сгорел храм Аполлона Палатинского, но Сивиллины книги были спасены[73].

Кроме того, утверждали, что Адриан узнал о своей будущей власти из Сивиллиных книг. В Сивиллиных книгах также находили предсказание об императоре Пробе.
В 405 году Стилихон приказывает сжечь книги, что и было исполнено; их судьбу оплакал поэт Рутилий Намациан.

## Фрагменты
Цитаты из книг появляются лишь в сочинениях II века н. э. и вызывают сомнение в подлинности. Флегонт из Тралл приводит 70 строк из текста оракула, содержащего акростих, который был оглашен в 125 году до н. э. Возможно, этот текст подлинный.
Аппиан и Павсаний приводят 5 строк из книг Сивиллы, которые якобы побудили римлян на войну с Филиппом V. Павсаний говорит, что землетрясение на Родосе было предсказано сивиллой, а также приводит строки, предположительно указывающие на поражение афинян при Эгоспотамах, и стихи, в которых Герофила говорит о себе. Плутарх цитирует строчку, которую относят к Афинам, а также прозой излагает строки о том, что станет с сивиллой после её смерти, и предполагает, что она предсказала извержение Везувия в 79 году. Несколько строк содержит также сочинение Диона Кассия.
Два больших отрывка, содержащих учение о единобожии, приводит Феофил Антиохийский. Шесть небольших отрывков цитирует Климент Александрийский. Цитаты о царствовании Сатурна из книги III дошедшего до нас сборника приводят Афинагор Афинский и Тертуллиан. Также множество отрывков есть у Лактанция.

## Третьи «Книги Сивилл»
Сборник, дошедший до нас, составлен, как считается, в эпоху Юстиниана. Автор прозаического пролога к нему ссылается на Лактанция. Текст книг (песен) I—VIII сохранился лишь в поздних рукописях и был известен с эпохи Возрождения (впервые опубликован в 1545 году), а песни XI—XIV были найдены А. Маи в 1817—1829 годах и опубликованы в 1841—1853 годах.
- Книга I (400 строк). Относится к наиболее поздним и содержит изложение истории мира до Всемирного потопа на основе Ветхого завета, но с учётом греческой традиции.
- Книга II (347 строк). Содержит нравоучения и включает обработку стихов Псевдо-Фокилида.
- Книга III (829 строк). Стихи 1-96 продолжают книгу II, а стихи 97-829 считаются самыми ранними в сборнике и представляют образец эллинско-иудейского синкретизма, излагают всемирную историю и содержат некоторые параллели с «Книгой Даниила».
- Книга IV (192 строки). Говорится о смене царств (ассирийцы, мидийцы, персы, македонцы) и приводятся сведения о судьбе городов и стран.
- Книга V (531 строка). Включает перечень римских императоров от Юлия Цезаря до Луция Вера, а также историю Египта.
- Книга VI (28 строк). Содержит короткий гимн Христу.
- Книга VII (162 строки). Пророчества о судьбах городов и областей.
- Книга VIII (500 строк). Текст, написанный христианином, с акростихом «Иисус Христос Сын Божий Спаситель Крест». Эти строки цитирует также Августин в латинском переводе[89].
- Книги IX и X не сохранились.
- Книга XI (324 строки). Излагает всемирную историю от вавилонского столпотворения до Августа.
- Книга XII (299 строк). Перечень римских императоров от Августа до Александра Севера.
- Книга XIII (173 строки). Римские императоры III века, от Гордиана I до Галлиена.
- Книга XIV (361 строка). Продолжается рассказ о римской истории, с трудом поддающийся истолкованию. По мнению Эвальда, текст может быть связан с историческими фактами и создан не ранее VII века. По мнению Геффкена, это просто фантазия автора.

## Средневековые упоминания
Прокопий Кесарийский рассказывает, что некоторые патриции во время осады готами Рима говорили о предсказании Сивиллы, но сам считает, что смысла предсказаний до их исполнения понять невозможно.
Продолжатель Феофана, описывая царствование императора Льва V Армянина (813—820 годы), сообщает, что он боялся одного предсказания, грозившего ему смертью:

Прорицание же это было сивиллино и содержалось в одной книге, хранившейся в царской библиотеке, и находились в этой книге не одни оракулы, но и изображения и фигуры грядущих царей. Был изображён там и лев и начертана буква хи, от хребта до брюха его. А позади — некий муж, с налёту наносящий смертельный удар зверю через хи. Многим показывал Лев книгу и просил разъяснений, но один лишь исполнявший тогда квесторскую должность растолковал прорицание, что-де царь по имени Лев будет предан губительной смерти в день Рождества Христова.

## Издания и литература
- The Sibyllin Oracles. / Trans. by Terry. New York, 1899.

Первый полный перевод на русский язык выполнен в 1996 году Марией Витковской (песни I, IV—VII, XII, XIII) и Вадимом Витковским (песни II, III, VIII, XI, XIV, фрагменты, пролог).
- Книги Сивилл. (Собрание песен-пророчеств, написанных неизвестными авторами II в. до н. э.-IV в. н. э.) / Пер. с древнегреч. и комм. М. Г. и В. Е. Витковских. (Серия «История духовной культуры»). М., Энигма. 1996. 288 стр. 5000 экз. ISBN 5-7808-0004-9